# Fundació Miranda
La Fundació Miranda és una fundació sense ànim de lucre que va ser creada l'abril de 2008 i té la seu al Pla de l'Orri, a la Serra del Catllaràs (Espai Protegit d'Interès Natural), a la comarca del Berguedà. Aquesta fundació, que va constituir la reserva de cavalls del Catllaràs, inicialment va ser creada amb els objectius de recuperar cavalls que havien estat maltractats o abandonats i preservar la seva vida en llibertat i plenitud.
El projecte va molt més enllà de la recuperació dels cavalls i desenvolupa també una tasca social i cultural. En aquesta reserva de cavalls, els èquids viuen en llibertat i acompanyen en processos educatius i formatius a través de visites guiades i programes de voluntariat, alhora que contribueixen en gran part al desenvolupament emocional de persones a través de la teràpia amb animals. A més, segons l'època de l'any, aquests cavalls recuperats viuen en plenitud i pasturen en diversos espais naturals de Catalunya, fet que afavoreix la conservació del territori, la biodiversitat i la millora dels boscos. A la primavera inicien la ruta de transhumància des del Parc del Garraf, passant per les comarques del Penedès, el Bages, Osona i el Berguedà per tal d'arribar fins al Pla de l'Orri, on hi passaran tot l'estiu. Aquest desplaçament, que es farà en diferents etapes, té un gran valor afegit tant per les persones que acompanyen els cavalls com per les persones de les poblacions per on passa la ruta, ja que comporta la generació de beneficis econòmics, ecològics i turístics pel territori.

## Antecedents
La Fundació Miranda va ser constituïda com a projecte familiar i de vida per part de Rosa Galindo Solé i Maurici Biosca Riera. Tots dos provenien del sector de la interpretació i van decidir fer un gir a la seva vida per a traslladar-se al Pla de l'Orri (Berguedà) amb el seu fill i emprendre aquest projecte.

## Ubicació
La seu de la Fundació Miranda és el Pla de l'Orri, una finca de 101 hectàrees situada a la Serra de Catllaràs i que pertany al municipi de Castell de l'Areny i a la comarca del Berguedà. Aquesta propietat es troba aproximadament a 1600 metres sobre el nivell del mar i s'hi troben representats hàbitats propis d'alta muntanya. Es pot accedir a la finca per una pista forestal en molt bon estat des de Sant Julià de Cerdanyola o des de Castell de l'Areny.